# Akodon surdus
Akodon surdus är en däggdjursart som beskrevs av Thomas 1917. Akodon surdus ingår i släktet fältmöss, och familjen hamsterartade gnagare. IUCN kategoriserar arten globalt som sårbar. Inga underarter finns listade i Catalogue of Life.
Denna gnagare förekommer i Anderna i centrala Peru. Arten vistas mellan 1500 och 3000 meter över havet. Habitatet utgörs främst av fuktiga skogar samt av andra skogar.